# Wilhelm Hummel (Chemiker)
Wilhelm Hummel (* 28. Juli 1862 in Bremen; † 14. November 1934 in Florenz) war ein deutscher Chemiker, Industrieller und Kunstsammler.

## Leben
Hummel war ein Enkel des Komponisten Johann Nepomuk Hummel und ein Sohn des Malers Carl Hummel. Er studierte Chemie und wurde auf diesem Gebiet ein erfolgreicher Erfinder, der zahlreiche Patente anmeldete. Daneben war er in Newcastle upon Tyne und Hamburg als Geschäftsmann tätig, bis er sich 1903 aus gesundheitlichen Gründen in Florenz niederließ.
Dort erwarb er 1912 die Villa „La Selva“ in der Via del Pergolino 16, die sich zu einem bedeutenden kulturellen Treffpunkt der Stadt entwickelte. In der Villa bewahrte er auch den wertvollen Nachlass seines Großvaters und dessen Frau Elisabeth Röckel auf, der eine wichtige Grundlage für die im Jahr 1934 erschienene umfangreiche Hummel-Biographie von Karl Benyovszky darstellt.
Der Hummel-Nachlass gelangte nach seinem Tod an seine Tochter Maria Hummel (1905–1975), die den überwiegenden Teil 1975 dem Goethe-Museum in Düsseldorf verkaufte. Ein kleiner Teil, darunter Reliquien von Ludwig van Beethoven, verblieb im Besitz der Familie.
Hummel war nicht verwandt mit dem Schweizer Maler Willy Hummel.

## Nachkommen
Wilhelm Hummel hatte zwei Kinder:
- William Hummel (* 5. Oktober 1902 in Weimar; † um 1994 in Los Angeles) emigrierte 1925 in die USA, wo er in Fallbrook und Vista bei San Diego als Geschäftsmann tätig war.
- Maria Hummel (* 1905 in Hamburg; † 23. August 1975 in Florenz) erbte nach dem Tod ihres Vaters dessen Villa in Florenz und den Hummelschen Nachlass, dessen überwiegender Teil 1975 in das Düsseldorfer Goethe-Museum gelangte. Deren Onkel war der Kunsthistoriker Edwin Redslob.